# Grand Prix SAR La Princesse Lalla Meryem
El Torneig de Rabat, conegut oficialment com a Grand Prix SAR La Princesse Lalla Meryem, és una competició tennística professional que es disputa sobre terra batuda a Rabat, Marroc. Pertany a la categoria International Tournaments del circuit WTA femení.
El torneig es va crear l'any 2001 disputant-se inicialment a Casablanca, el 2005 es va traslladar la seu Rabat, el 2007 a Fes, i el 2013 a Marràqueix, des de 2016 es disputa novament a Rabat. El nom del torneig es refereix a la princesa Lalla Meryem, germana del rei del Marroc, Mohammed VI. Actualment és l'únic torneig del circuit femení que es disputa a l'Àfrica.

## Palmarès

### Individual femení
| Localització | Any               | Campiona                                          | Finalista                                         | Resultat                                          |
| ------------ | ----------------- | ------------------------------------------------- | ------------------------------------------------- | ------------------------------------------------- |
| Rabat        | WTA 250           | WTA 250                                           | WTA 250                                           | WTA 250                                           |
| Rabat        | 2025              | Maya Joint                                        | Jaqueline Cristian                                | 6−3, 6−2                                          |
| Rabat        | 2024              | Peyton Stearns                                    | Mayar Sherif                                      | 6−2, 6−1                                          |
| Rabat        | 2023              | Lucia Bronzetti                                   | Julia Grabher                                     | 6−4, 5−7, 7−5                                     |
| Rabat        | 2022              | Martina Trevisan                                  | Claire Liu                                        | 6−2, 6−1                                          |
| Rabat        | 2021              | Torneig suspès a causa de la pandèmia de COVID-19 | Torneig suspès a causa de la pandèmia de COVID-19 | Torneig suspès a causa de la pandèmia de COVID-19 |
| Rabat        | WTA International |                                                   |                                                   |                                                   |
| Rabat        | 2020              | Torneig suspès a causa de la pandèmia de COVID-19 | Torneig suspès a causa de la pandèmia de COVID-19 | Torneig suspès a causa de la pandèmia de COVID-19 |
| Rabat        | 2019              | Maria Sakkari                                     | Johanna Konta                                     | 2−6, 6−4, 6−1                                     |
| Rabat        | 2018              | Elise Mertens                                     | Ajla Tomljanović                                  | 6−2, 7−6(4)                                       |
| Rabat        | 2017              | Anastassia Pavliutxénkova                         | Francesca Schiavone                               | 7−5, 7−5                                          |
| Rabat        | 2016              | Timea Bacsinszky                                  | Marina Erakovic                                   | 6−2, 6−1                                          |
| Marràqueix   | 2015              | Elina Svitòlina                                   | Tímea Babos                                       | 7−5, 7−6(3)                                       |
| Marràqueix   | 2014              | María Teresa Torró Flor                           | Romina Oprandi                                    | 6−3, 3−6, 6−3                                     |
| Marràqueix   | 2013              | Francesca Schiavone                               | Lourdes Domínguez Lino                            | 6−1, 6−3                                          |
| Fes          | 2012              | Kiki Bertens                                      | Laura Pous Tió                                    | 7−5, 6−0                                          |
| Fes          | 2011              | Alberta Brianti                                   | Simona Halep                                      | 6−4, 6−3                                          |
| Fes          | 2010              | Iveta Benešová                                    | Simona Halep                                      | 6−4, 6−2                                          |
| Fes          | 2009              | Anabel Medina Garrigues                           | Iekaterina Makàrova                               | 6−0, 6−1                                          |
| Fes          | 2008              | Gisela Dulko                                      | Anabel Medina Garrigues                           | 7−6(2), 7−6(5)                                    |
| Fes          | 2007              | Milagros Sequera                                  | Aleksandra Wozniak                                | 6−1, 6−3                                          |
| Rabat        | 2006              | Meghann Shaughnessy                               | Martina Suchá                                     | 6−2, 3−6, 6−3                                     |
| Rabat        | 2005              | Núria Llagostera Vives                            | Zheng Jie                                         | 6−4, 6−2                                          |
| Casablanca   | 2004              | Émilie Loit                                       | Ľudmila Cervanová                                 | 6−2, 6−2                                          |
| Casablanca   | 2003              | Rita Grande                                       | Antonella Serra Zanetti                           | 6−2, 4−6, 6−1                                     |
| Casablanca   | 2002              | Patricia Wartusch                                 | Klára Koukalová                                   | 5−7, 6−3, 6−3                                     |
| Casablanca   | 2001              | Zsófia Gubacsi                                    | Maria Elena Camerin                               | 1−6, 6−3, 7−6(5)                                  |

### Dobles femenins
| Localització | Any               | Campiones                                         | Finalistes                                        | Resultat                                          |
| ------------ | ----------------- | ------------------------------------------------- | ------------------------------------------------- | ------------------------------------------------- |
| Rabat        | WTA 250           | WTA 250                                           | WTA 250                                           | WTA 250                                           |
| Rabat        | 2025              | Maya Joint Oksana Kalashnikova                    | Angelica Moratelli Camilla Rosatello              | 6−3, 7−5                                          |
| Rabat        | 2024              | Irina Khromacheva Iana Sízikova                   | Anna Danilina Xu Yifan                            | 6−3, 6−2                                          |
| Rabat        | 2023              | Sabrina Santamaria Iana Sízikova                  | Lidziya Marozava Ingrid Gamarra Martins           | 3−6, 6−1, [10−8]                                  |
| Rabat        | 2022              | Eri Hozumi Makoto Ninomiya                        | Monica Niculescu Alexandra Panova                 | 6−7(7), 6−3, [10−8]                               |
| Rabat        | 2021              | Torneig suspès a causa de la pandèmia de COVID-19 | Torneig suspès a causa de la pandèmia de COVID-19 | Torneig suspès a causa de la pandèmia de COVID-19 |
| Rabat        | WTA International |                                                   |                                                   |                                                   |
| Rabat        | 2020              | Torneig suspès a causa de la pandèmia de COVID-19 | Torneig suspès a causa de la pandèmia de COVID-19 | Torneig suspès a causa de la pandèmia de COVID-19 |
| Rabat        | 2019              | María José Martínez Sánchez Sara Sorribes Tormo   | Georgina García Pérez Oksana Kalashnikova         | 7−5, 6−1                                          |
| Rabat        | 2018              | Anna Blinkova Raluca Olaru                        | Georgina García Pérez Fanny Stollár               | 6−4, 6−4                                          |
| Rabat        | 2017              | Tímea Babos Andrea Hlaváčková                     | Nina Stojanović Marina Zanevska                   | 2−6, 6−3, [10−5]                                  |
| Rabat        | 2016              | Xenia Knoll Aleksandra Krunić                     | Tatjana Maria Raluca Olaru                        | 6−3, 6−0                                          |
| Marràqueix   | 2015              | Tímea Babos Kristina Mladenovic                   | Laura Siegemund Marina Zanevska                   | 6−1, 7−6(5)                                       |
| Marràqueix   | 2014              | Garbiñe Muguruza Romina Oprandi                   | Katarzyna Piter Marina Zanevska                   | 4−6, 6−2, [11−9]                                  |
| Marràqueix   | 2013              | Tímea Babos Mandy Minella                         | Petra Martić Kristina Mladenovic                  | 6−3, 6−1                                          |
| Fes          | 2012              | Petra Cetkovská Alexandra Panova                  | Irina-Camelia Begu Alexandra Cadanțu              | 3−6, 7−6(5), [11−9]                               |
| Fes          | 2011              | Andrea Hlaváčková Renata Voráčová                 | Nina Bratchikova Sandra Klemenschits              | 6−3, 6−4                                          |
| Fes          | 2010              | Iveta Benešová Anabel Medina Garrigues            | Lucie Hradecká Renata Voráčová                    | 6−3, 6−1                                          |
| Fes          | 2009              | Alissa Kleibànova Iekaterina Makàrova             | Sorana Cîrstea Maria Kirilenko                    | 6−3, 2−6, [10−8]                                  |
| Fes          | 2008              | Sorana Cîrstea Anastassia Pavliutxénkova          | Alissa Kleibànova Iekaterina Makàrova             | 6−2, 6−2                                          |
| Fes          | 2007              | Vania King Sania Mirza                            | Andreea Ehritt-Vanc Anastassia Rodiónova          | 6−1, 6−2                                          |
| Rabat        | 2006              | Yan Zi Zheng Jie                                  | Ashley Harkleroad Bethanie Mattek                 | 6−1, 6−3                                          |
| Rabat        | 2005              | Émilie Loit Barbora Strýcová                      | Lourdes Domínguez Lino Núria Llagostera Vives     | 3−6, 7−6(5), 7−5                                  |
| Casablanca   | 2004              | Marion Bartoli Émilie Loit                        | Katarina Srebotnik Els Callens                    | 6−4, 6−2                                          |
| Casablanca   | 2003              | María Emilia Salerni Gisela Dulko                 | Olena Tatarkova Henrieta Nagyová                  | 6−3, 6−4                                          |
| Casablanca   | 2002              | Patricia Wartusch Petra Mandula                   | Gisela Dulko Conchita Martínez Granados           | 6−2, 6−1                                          |
| Casablanca   | 2001              | Åsa Svensson Lubomira Bacheva                     | María Emilia Salerni María José Martínez Sánchez  | 6−3, 6−7(4), 6−1                                  |